# 台灣國際造船
台灣國際造船，簡稱台船，是台灣船舶產業的旗艦企業之一，也是臺灣規模最大的造船廠。
總公司設於高雄市，在台灣高雄港、基隆港設有工廠。公司英文名「CSBC Corporation Taiwan」中的「CSBC」是舊名「中國造船公司」的英文名縮寫（China Ship Building Corporation, CSBC）。

## 沿革

### 臺灣船渠
1937年6月，由日本三菱重工業株式會社為首，結合台灣銀行、台灣電力株式會社、日本郵船、大阪商船以及基隆顏欽賢等團體資本，收購虧損甚鉅的基隆船渠，成立「台灣船渠株式會社」，設廠於基隆社寮島，為台灣第一家現代化造船廠。
台灣船渠成立初期曾建造小型鋼殼船舶，在第二次世界大戰爆發後，業務重心轉為修理船隻。中華民國接收台灣後，由海軍接收台灣船渠，後由台灣省行政長官公署及經濟部台灣區特派員辦公處共同監理。

### 台灣機械造船
1946年7月，行政院資源委員會介入重整日本在台工業；台灣船渠株式會社與株式會社台灣鐵工所合併為台灣機械造船公司。下轄基隆造船廠、高雄機器廠，為資源委員會與台灣省政府合資之省營事業機構。1946年8月，以生產氧氣為經營主力的「東光興業株式會社」併入台灣機械造船高雄機器廠。

### 台灣造船
- 1948年：台灣機械造船公司機器廠、造船廠分家，依營業性質分別改組為「台灣機械公司」（簡稱台機，位於高雄市）[2][3]及「台灣造船公司」（簡稱台船，位於基隆市和平島）。
- 1951年：建造75噸級鋼木構造鮪釣漁船，重新恢復造船業務。
- 1953年：建造100噸級鋼構漁船。
- 1954年2月：與石川島造船所簽訂技術合作契約。
- 1955年：得到45萬元美金美援額度增添生產設備，開始生產500噸級船隻。
- 1957年：租地給美商殷格斯造船旗下「美國殷格斯台灣造船及船塢公司」（America Ingalls Taiwan Shipbuilding and Dockyard Company；簡稱「殷台公司」）經營。
- 1962年：造船廠用地收回自營。
- 1962年：與石川島造船所再度簽訂技術合作契約，日廠提供技術支援改善船廠管理營運。

### 中國造船
- 1972年：高雄造船廠籌備處成立，指派台灣造船公司董事長王先登兼任籌備處主任。
- 1973年：高雄的「中國造船廠」（China Ship Building Corporation，CSBC，簡稱中船）成立，設廠於高雄港第二港口。
- 1977年：中國造船廠改為國營。政府推動中國造船廠與基隆的臺灣造船公司整併。
- 1978年1月3日：合併成立中國造船公司，下設臺北總公司、高雄總廠及基隆總廠[4]:872。
- 1996年：總公司南遷高雄，與高雄總廠合署辦公。
- 2000年：中船累積虧損超過110.78億新台幣。[5]
- 2001年：因中國造船公司面臨巨額虧損，行政院介入營運執行「再生計畫」，推進國營事業民營化，進行組織再造及重新塑造經營模式。再生計畫自行政院提撥90億新台幣作為退撫預算[6]，最初將中船雇用人力裁減47%，最終砍半，將公司人事營運成本自42%降至15%（5,490人降為2,721人，裁減2,769人），續留人力亦減薪35%。

### 台灣國際造船

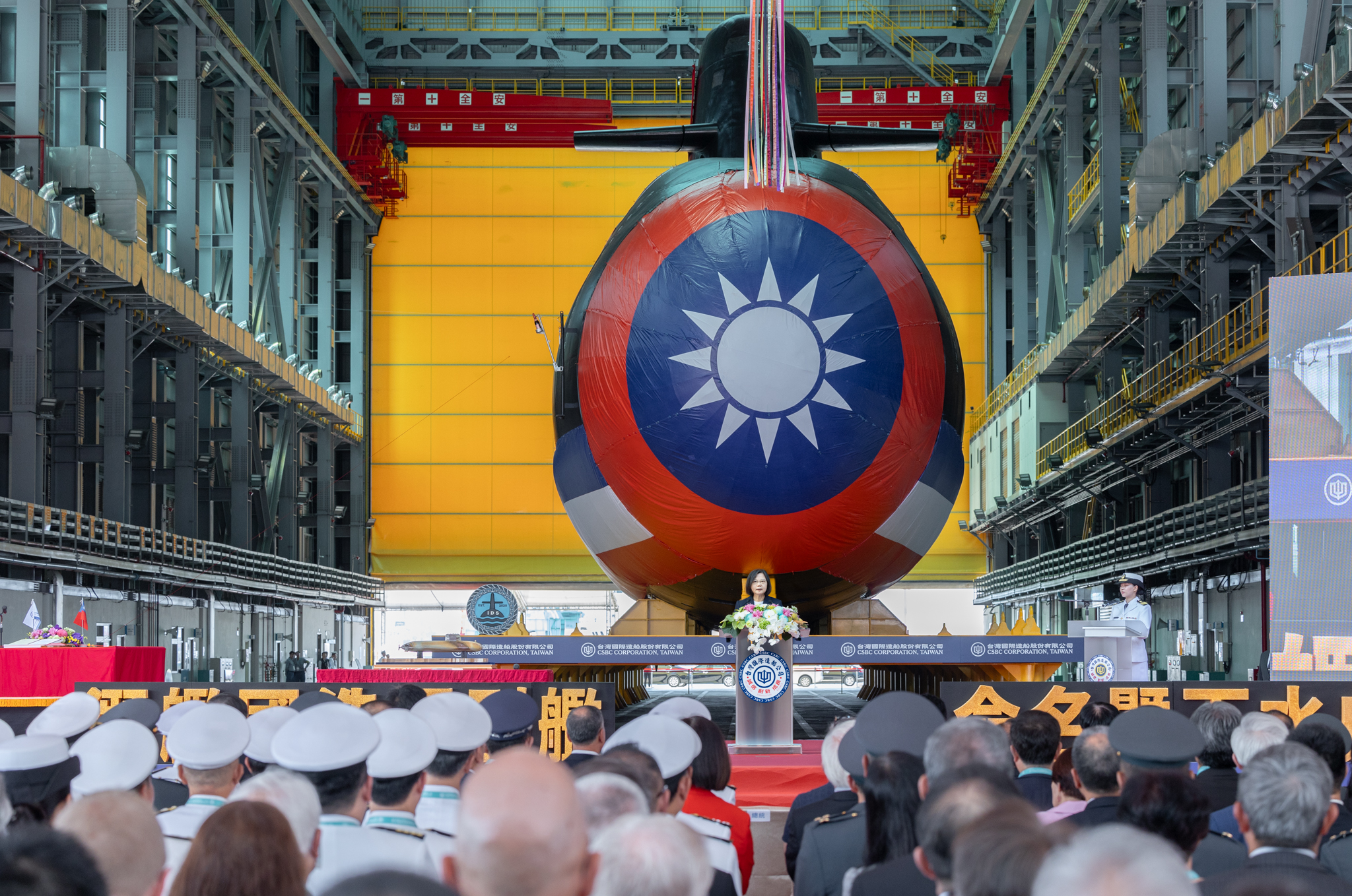
蔡英文總統於台船高雄廠主持海鯤號潛艦下水典禮

- 2007年：配合陳水扁政府的「正名政策」，董事會更名為「台灣國際造船公司」，公司英文更為「CSBC Corporation, Taiwan」。

- 2008年：股票上市，順利完成民營化[7][8][9]。

- 2009年：偉利船務代理公司向台北市政府申請設立「中國造船股份有限公司」獲准，與台船發生「中國造船」商標爭議，雙方為此對簿公堂。

- 2010年：與永記造漆合資成立台船防蝕科技，其中台船持有70%股權，該公司主要業務為船舶塗裝、大型鋼構防蝕、表面處理、海洋工程防蝕處理等[10]。

- 2013年：拓展非造船業務，跨足離岸風機產業，並與永傳能源合資成立台灣離岸風電運轉維護公司。

- 2016年7月：「中國造船」名稱案最高法院判決台船勝訴定讞。偉利船務不得使用與「中國造船」相同或近似的名稱，並應登報道歉。[11]

- 2016年8月：將原本任務編組的「潛艦小組」納入正式編制成立「台船潛艦發展中心」，以配合蔡英文政府力推「國艦國造、潛艦國造」政策[12]。

- 2017年3月：蔡英文南下高雄左營，出席「海軍106年敦睦支隊啟航歡送暨潛艦國造設計啟動及和合作備忘簽署儀式」，見證國防部、中科院、台船等單位簽署潛艦國造備忘錄，正式啟動「潛艦國造」計畫[13]。

- 2017年12月：台船累積虧損超過58億新台幣，董事會決議減資43.06億元彌補虧損。

- 2019年5月：與比利時DEME（英语：DEME）公司合資成立台船環海公司，提供離岸風電的工作船建造及維修。

## 主要廠區

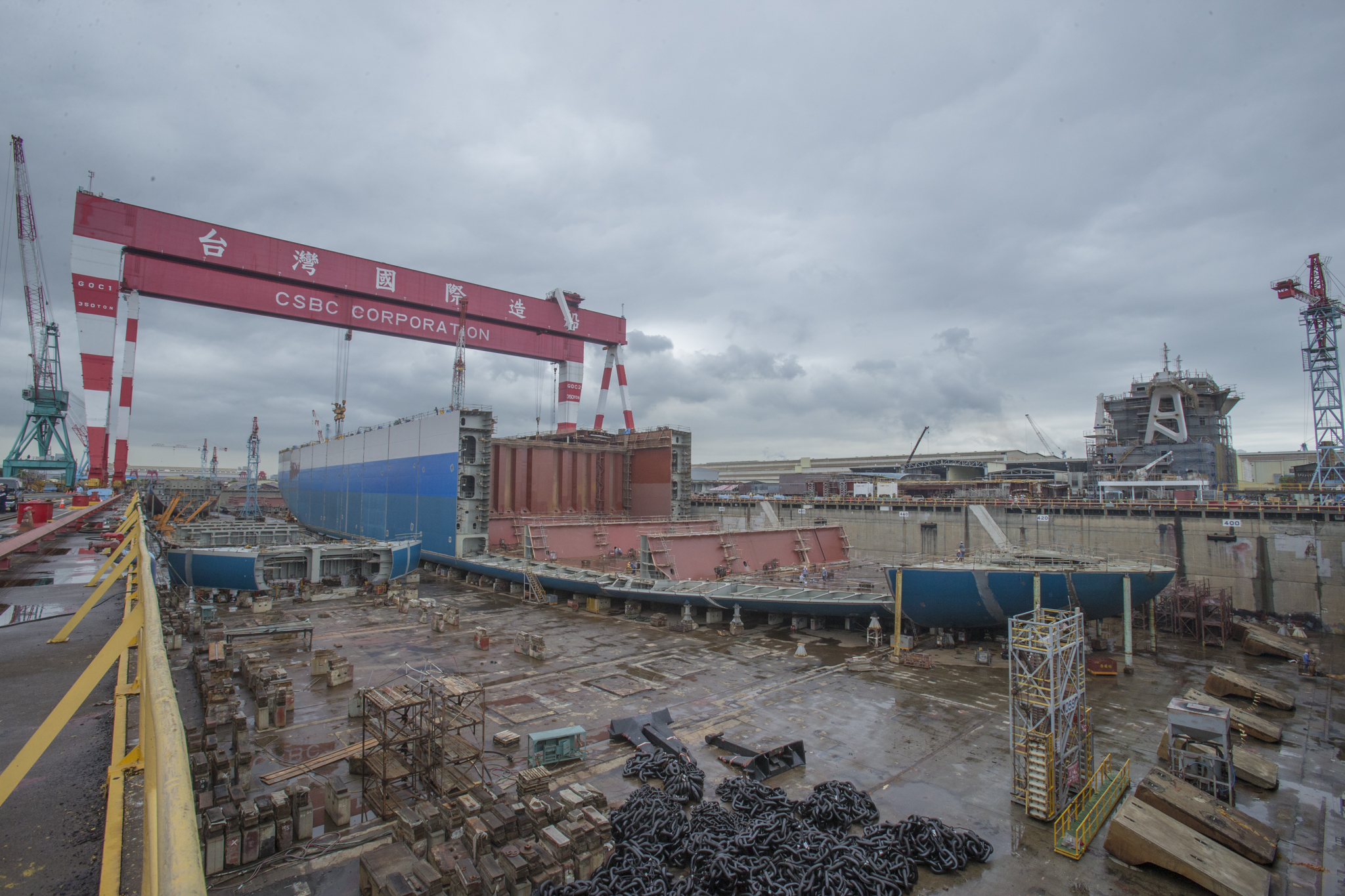
台灣國際造船高雄廠

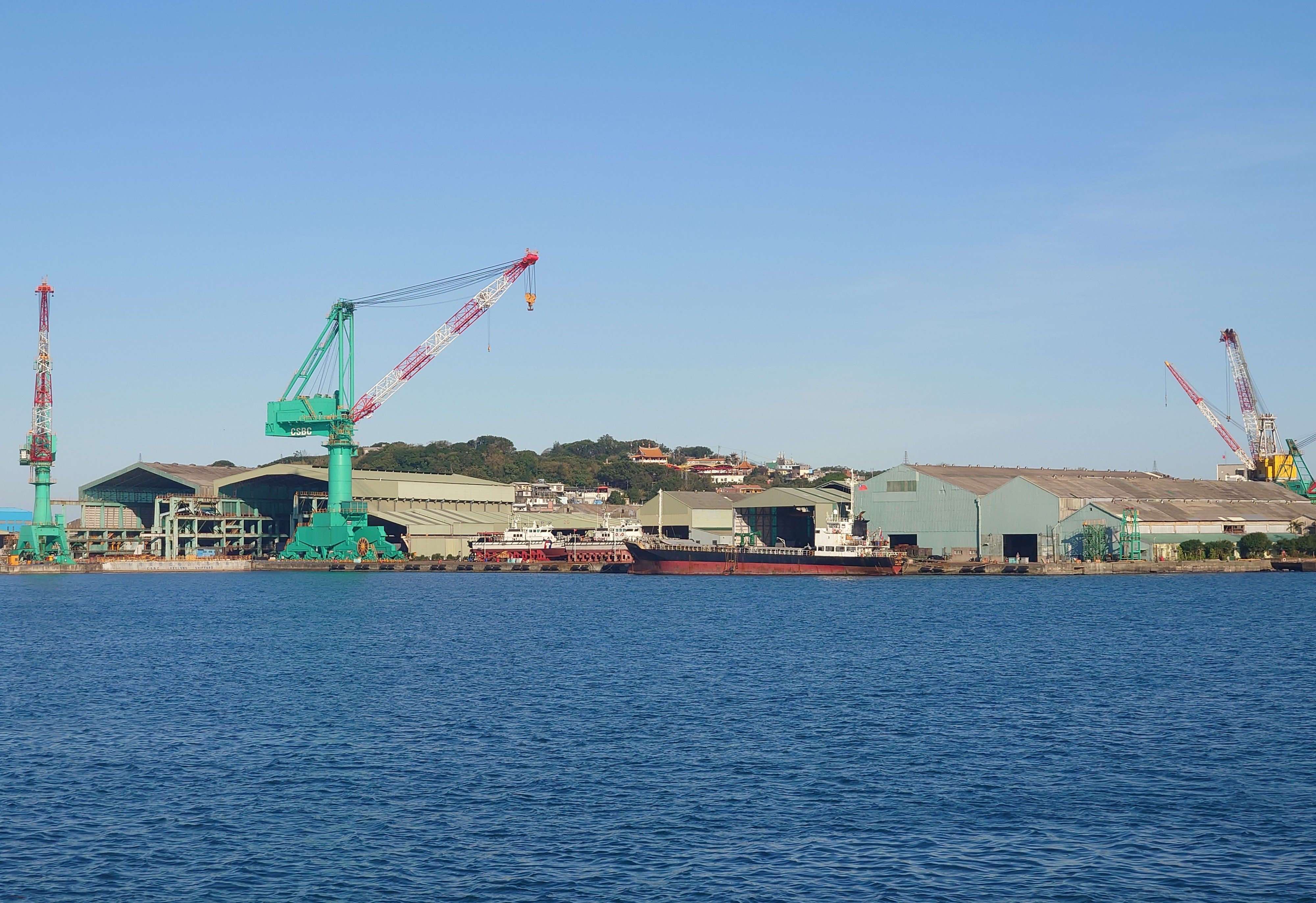
台灣國際造船基隆廠

### 高雄廠
位於小港區，包含船體廠、艤裝廠設施及廠房船塢等，是個擁有一貫作業造船生產線的廠區，該廠具備承造百萬載重噸級船舶的設備能力，最大年產出為十艘百萬載重噸的船隻。

### 基隆廠
主要的造船設施及廠房，位於和平島，適合承造三十萬載重噸級以下的船舶，最大年產出在六艘左右。

## 主要客戶
- 以貨櫃輪航運業為主的「台灣貨櫃三雄」：長榮海運、陽明海運、萬海航運。
- 原物料業者的運輸船。如：中國鋼鐵公司旗下負責鐵礦砂輸送的中鋼通運及臺灣電力公司、台灣中油公司運煤、石油及礦砂等運輸船。
- 主管海洋的政府機關：國防部海軍司令部、海洋委員會海巡署。

## 主要業務

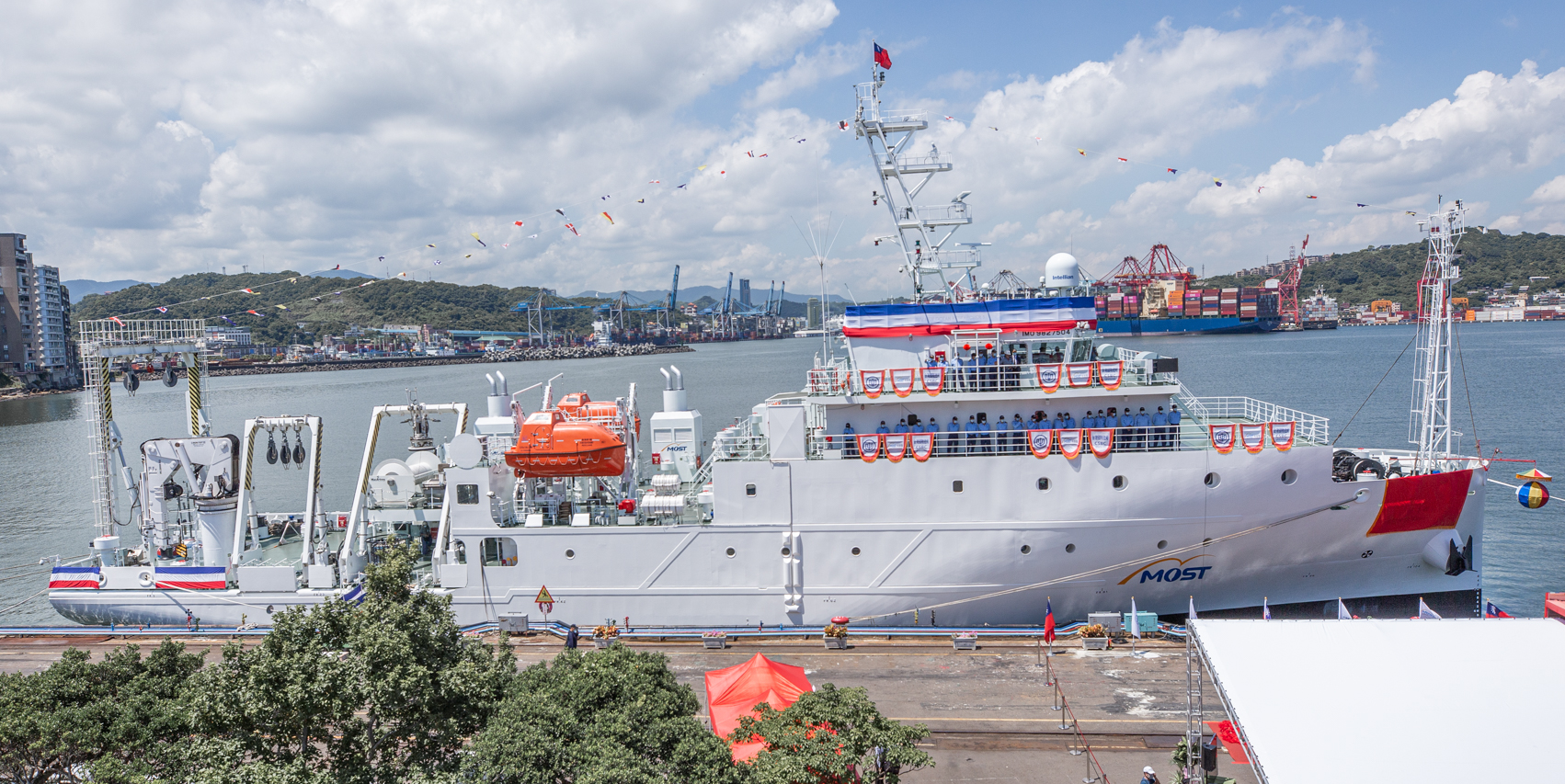
由台船公司建造的新海研一號海洋研究船

- 船舶建造：主要為商船，如油輪、礦砂輪、化學品輪、散裝貨船、貨櫃船、氣體運輸船及其他特種船舶等，而拖船、挖泥船、浮塢等工作船亦有建造。
- 艦艇建造：主要為中華民國海軍及海巡署軍用艦艇建造，如飛彈快艇、運輸艦、登陸艇、巡防艦、港巡艇、緝私艦等。
- 船艦維修：為各型船舶、艦艇的保養、歲修、改裝及海損修理等。

## 貨櫃輪實績表
Feeder Reference Lists
| Year | Ship type               | Ship No. | Owner       | Remarks                                        | Picture |
| ---- | ----------------------- | -------- | ----------- | ---------------------------------------------- | ------- |
| 1995 | 1,100 TEU C/V           | 15       | CMT/CNC     |                                                |         |
| 1998 | 1,092 TEU C/V           | 10       | APM         |                                                |         |
| 1998 | 2,200 TEU C/V           | 38       | Rickmer/CHM | RINA 1998 Significant ship                     |         |
| 2005 | 1,500 TEU C/V           | 4        | YM          |                                                |         |
| 2006 | 1,800 TEU C/V (1st Gen) | 16       | YM/DOUN     | RINA 2006 Significant ship 2007 Ship of Taiwan |         |
| 2007 | 1,700 TEU C/V           | 13       | CIDO/Maersk | RINA 2009 Significant ship                     |         |
| 2011 | 1,800 TEU C/V (2nd Gen) | 4        | WHL         |                                                |         |
| 2012 | 1,000 TEU C/V           | 4        | WHL         |                                                |         |
| 2012 | 1,800 TEU C/V (3nd Gen) | 2        | Ofer        |                                                |         |
| 2014 | 1,800 TEU C/V (4th Gen) | 16       | SITC/Kotoku |                                                |         |
| 2015 | 1,800 TEU C/V (5th Gen) | 2        | TSL         |                                                |         |
| 2015 | 2,800 TEU C/V           | 10       | EMC         |                                                |         |
| 2016 | 1,800 TEU C/V (5th Gen) | 2        | TSL         |                                                |         |
| 2016 | 14,000 TEU C/V          | 5        | YM/Seaspan  |                                                |         |

## 著名成果
- 當高雄造船廠建廠工程總進度達到80﹪時，即開始建造第一艘巨型油輪（柏瑪奮進號;Burmah Endeavour)，並於1977年12月交船。柏瑪奮進號為44萬5千噸級油輪，船長378.4公尺、寬68公尺、深31.6公尺，船速為15.3節，造價7,500萬美元。
- 中華民國海軍各式艦艇（如玉山級船塢運輸艦、大武級救難艦、海鯤級潛艦等）
- 海洋委員會海岸巡防署各式艦艇（如和星艦、偉星艦、新北艦等）
- 藍馬林魚號重載船
- 長榮海運部份中大型遠洋貨櫃船（長榮L型全貨櫃輪（德语：Evergreen L-Klasse）、長榮B級貨櫃船）
- 陽明海運開明輪為台灣首度建造一萬 TEU以上級貨櫃輪，亦是台灣國際造船所設計及建造最大型貨櫃輪，在台灣造船技術發展史上具有指標性的意義。
- 中鋼自由輪為中鋼運通第5批大型散裝貨輪4艘系列船中的第1艘船。